# 飛行場前站
- 關於曾經位於山梨縣的山梨交通之同名車站，請見「農林高校前站」。
- 關於沒有「前」字的飛行場站，請見「飛行場站」。

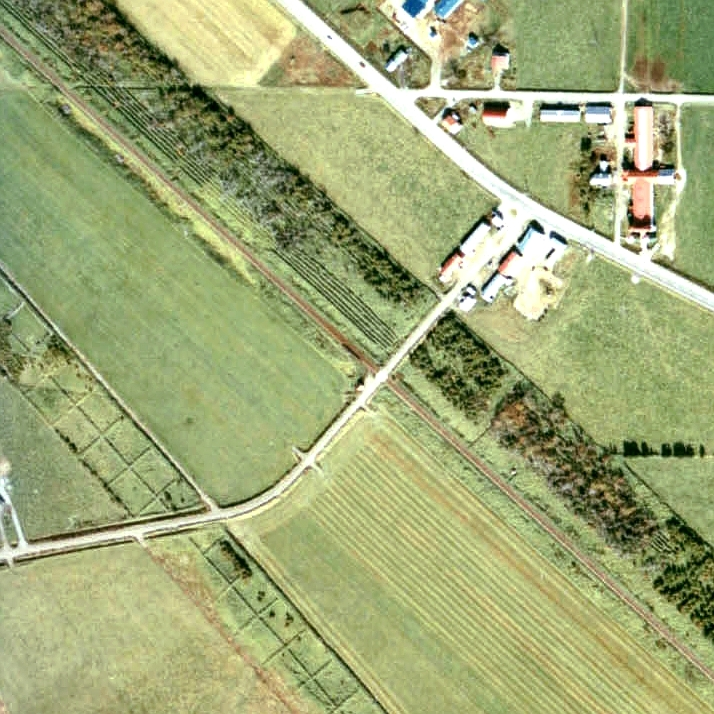
1977年的飛行場前臨時乘降場與方圓約500米範圍。左上角為南稚內方向。在車站開設前的1951年，由美軍拍攝的航空相片中（國土地理院 地圖、航空相片參閲服務 USA-M27-M-1-75），在左邊附近地方可確認飛機的掩蓋機庫遺址，在該處以外都是牧場草地。在附近看不到機場的形蹟。在濱頓別一方設有平交道，路軌左邊黑色細長的物體是月台。在平交道附近設有候車室。

飛行場前站（日语：／ Hikōjō-mae eki */?）是位於北海道宗谷郡猿拂村字淺茅野台地，北海道旅客鐵道（JR北海道）的天北線車站（廢站）。隨著天北線廢線，車站在1989年（平成元年）5月1日廢除。

## 歷史
- 1955年（昭和30年）12月2日 - 日本國有鐵道（國鐵）北見線飛行場前臨時乘降場（由局（日语：鉄道管理局）設定）啟用[1]。
- 1961年（昭和36年）4月1日 - 路線名稱改為天北線，成為該線上的臨時乘降場。
- 1987年（昭和62年）4月1日 - 伴隨國鐵分割民營化，車站由北海道旅客鐵道（JR北海道）營運[1]。同日升級至車站，成為飛行場前站[1]。
- 1989年（平成元年）5月1日 - 天北線全線廢除，此站也廢除[1]。

## 車站構造
截至車站廢除前，車站是一座地面車站，設有1面1線的單式月台。月台位於路軌西邊（南稚內方向的列車會開啟左邊車門）。月台是由木製成，在音威子府一方（南邊）設有斜道，連接平交道與道路。
由於車站原自臨時乘降場，因此此站是無人車站。此站沒有車站大樓，在月台出入口較遠的位置設有折線屋頂，此站設有候車室。在候車室入口中表記了。
在臨時乘降場時代的部分時期，站名標上的站名讀法為「ひこうじょまえ」，後來修正了。

## 站名的由來
車站名稱取自附近的大日本帝國陸軍淺茅野第一飛行場。淺茅野飛行場在太平洋戰爭的1944年（昭和19年）建成。由於在1年後的1945年（昭和20年）結束戰爭，因此在沒有使用的情況下完成使命。士兵宿舍與將校官宿舍在1951年（昭和26年）拆毀後撤走。
此站在局設定下，以臨時乘降場的方法啟用。啟用當年（1955年（昭和30年）），車站周邊是一片荒野，周圍沒有一些顯眼的建築物。電視節目和書籍會以「沒有飛行場的的飛行場前站」介紹此站。

## 車站周邊
車站周邊都是荒野、牧場和濕地。
- 國道238號（日语：国道238号）（鄂霍次克線）
- 宗谷巴士（日语：宗谷バス）天北宗谷岬線（日语：天北線 (宗谷バス)）「飛行場前」巴士站

## 現況

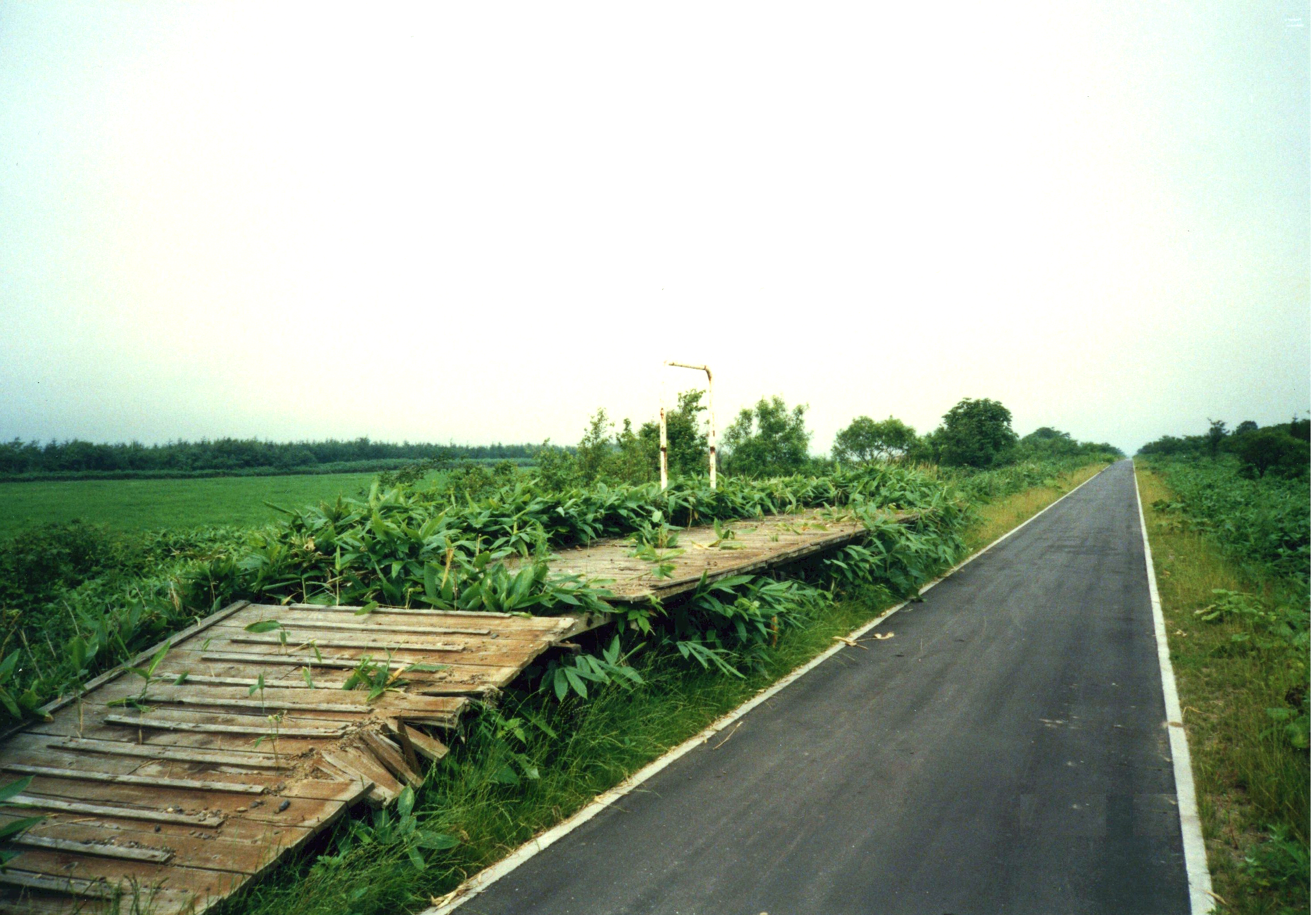
路軌遺址變成了單車徑。在此站的位置遺留了一個月台。圖中是廢除4年後的1993年夏天拍攝。

車站周邊的路軌，從濱頓別站至猿拂站之間建設了「北鄂霍次克單車徑」。
截至2001年（平成13年）、2010年（平成22年）和2011年（平成23年），單車徑、月台和站名標的柱仍然存在。
另外截至2009年（平成21年）與廢除4年後的1993年（平成5年）相比，月台上開始鋪滿雜草。也有廢棄的路軌。

## 相鄰車站
北海道旅客鐵道（JR北海道）
天北線
安別－飛行場前－淺茅野

## 注腳
1. 1 2 3 4 5 6  石野哲（編）. . JTB. 1998: 906. ISBN 978-4-533-02980-6 （日语）.
2. 1 2  工藤裕之. . 北海道新聞社. 2011-12: 27. ISBN 978-4894536197 （日语）.
3. 1 2  本久公洋. . 北海道新聞社. 2011-09: 249–250. ISBN 978-4894536128 （日语）.
4. 1 2 3 4  高浜博隆. . コロタン文庫 36. 鐵道友之會東京分部 56.4訂補版. 小學館. 1981-10: 12–13,24,26 （日语）.
5. 1 2 3  宮脇俊三 (编). . JTB Can Bookes. JTB出版. 2001-07: 40–42. ISBN 978-4533039072 （日语）.
6. ↑  . 鉄道がある風景. Yukihiro Minami.   [2012-11-04]. （原始内容存档于2014-07-14） （日语）. （页面存档备份，存于）「飛行場前乗降場」1988年9月5日拍攝的圖像。
7. ↑  今尾惠介 (编). . JTB出版. 2010-03: 18. ISBN 978-4533078583 （日语）.